# 无价之宝 (2023年电影)
《无价之宝》（英語：Be My Family），原名《五金家族》，是2023年中国大陆剧情片，翻拍自韩国电影《担保》，由张大鹏执导，韩三平监制，张译领衔主演，于2023年11月10日在中国大陆上映。

## 剧情
20世纪90年代，两个下岗工人“石头”（张译饰）和杨武（潘斌龙饰）在东北小镇经营五金门店。为追讨欠款，两人不得不暂时照看欠债人的女儿芊芊（程曦饰），没想到，在阴差阳错下，三人成为了没有血缘关系的“一家三口”。

## 演员
| 演员   | 角色         | 备注     |
| ------ | ------------ | -------- |
| 张译   | 石振邦       |          |
| 潘斌龙 | 杨武         |          |
| 周依然 | 芊芊（成年） |          |
| 程曦   | 芊芊（童年） |          |
| 袁晓旭 | 王曼丽       |          |
| 黄婧仪 | 朱透柔       |          |
| 郝蕾   | 淑娟         | 特别出演 |
| 张国强 | 张建国       | 客串     |
| 方青卓 | 石振邦母亲   | 客串     |